# محرم علی خدایی
محرم‌علی خدایی (متولد ۲۹ مرداد ۱۳۳۶ در تهران) تنیس‌باز ایرانی مقیم کالیفرنیا است. او مدرس تنیس در آمریکا است.

## شروع فعالیت

خدایی درحال دریافت جایزه قهرمانی زیر ۱۴ سال از فرح پهلوی

او در سن ۴ سالگی با توپ تنیس آشنا شد و تمرینات خود را از سن ۸ سالگی در زمین‌های تنیس ورزشگاه امجدیه آغاز نمود. اولین مسابقه خود را در سن ۸ سالگی شروع کرد و قهرمان زیر ۱۲ سال ایران گردید و پس از آن در سالهای بعد قهرمانی زیر ۱۴ سال، زیر ۱۶ سال و زیر ۱۸ سال ایران را کسب نمود و درمجموع ۱۳ سال پیاپی قهرمان کشور بود. محرم‌علی خدایی در ۱۷ سالگی به عضویت تیم ملی تنیس ایران درآمد و به مدت ۱۳ سال عضو تیم دیویس کاپ ایران و چندین سال کاپیتان تیم ملی بود.
محرم خدایی در باشگاه‌های انقلاب تهران، عقاب تهران و فولاد خوزستان عضویت داشته‌است و ۲سال به همراه تیم نیروی هوائی قهرمان نیروهای مسلح نیز بوده‌است.

## سوابق مربی‌گری
در آذرماه ۸۳، علیرضا خروشی سرپرست وقت فدراسیون، محرم خدایی را به عنوان مدیر فنی تیم‌های تنیس پایه ایران منصوب کرد.
وی سپس در فروردین ماه ۸۵ از سوی فدراسیون تنیس به سمت مربی تیم ملی بزرگسالان منصوب شد. همچنین عیسی خدایی برادر وی به عنوان سرمربی تیم ملی بزرگسالان برگزیده شد. خدایی همچنین در سال ۸۸ به سمت سرمربی گری تیم دیویس کاپ ایران نایل آمد. وی به پیشنهاد دبیر فدراسیون تنیس در آبان ۹۳ به عنوان نماینده مربیان برای شرکت در نشست مجمع انتخاباتی فدراسیون تنیس جهت انتصاب رئیس فدراسیون انتخاب شد.
خدایی همچنین سرمربی تیم‌های زیر ۱۴ سال، زیر ۱۶ سال و زیر ۱۸ سال و همچنین مسئول استعدادیابی و از اعضای کمیته آموزش فدراسیون تنیس بوده‌است.
او اکنون با حکم داود عزیزی، رئیس حال حاضر فدراسیون تنیس، به سمت مربی و آنالیزور تیم ملی و تیم دیویس کاپ ایران منصوب شده‌است.

## کارنامه قبل از انقلاب
خدایی در ۱۸ سالگی به همراه منصور بهرامی در هفتمین دوره مسابقات قهرمانی تنیس جوانان آسیا در سال ۱۹۷۴ در بخش دوبل قهرمان زیر ۱۸ سال آسیا شد. او در مسابقات گالیا کاپ به همراه علی مدنی و منصور بهرامی در تیم ملی با شکست تیم‌های رومانی، هلند و فرانسه به همراه تیم چکسلواکی سابق فینالیست زیر ۲۱ سال جهان گردید. همچنین در مسابقات اُرنج بال آمریکا در سال ۱۹۷۵ در قسمت انفرادی بین ۸ نفر برتر مسابقات قرار گرفت. محرم خدائی در مسابقات قهرمانی آسیا در اوزاکا (ژاپن) در سال ۱۹۷۶ نفر سوم آسیا و در مسابقات سینیور تور در مرانو (ایتالیا) در سال ۲۰۰۳ قهرمان بالای ۴۵ سال گردید. از دیگر عناوین او می‌توان به موارد زیر اشاره کرد:

قهرمانی در مسابقات بین‌المللی سانتاندر (اسپانیا) زیر ۱۸ سال،

قهرمانی در مسابقات آزاد انگلیس زیر ۲۱ سال،

قهرمانی در مسابقات بین‌المللی لیون (فرانسه) زیر ۲۱ سال و

قهرمانی در مسابقات بین‌المللی چکسلواکی زیر ۲۱ سال

خدایی در پنج دوره از جام دیویس در سال‌های ۱۹۷۷، ۱۹۷۸، ۱۹۷۹، ۱۹۹۲ و ۱۹۹۳ شرکت کرد و در مجموع ۹ پیروزی و ۶ باخت در کارنامه خود به ثبت رساند که از این تعداد ۷ پیروزی و ۶ باخت در بخش انفرادی و ۲ پیروزی در بخش دو نفره بود.

## سبک بازی
محرم خدائی اولین تنیس باز ایرانی است که بک هندهایش را دو دستی می‌زند و تکنیک وی به تنیس بازان امروزی خیلی شبیه است. او در مسابقات بین‌المللی تهران در سال ۱۳۵۵ با نمایش جالب و بازی خوب در مقابل مایک فیش بک، تنیسور آمریکایی که با راکت زه‌های دو لایه (اسپاگتی) بازی می‌کرد روبرو گردید و بازی جالبی را ارائه نمود که در آن زمان تحسین همگان را برانگیخت. همچنین برابر راد لیور، شماره یک تنیس جهان در سال‌های ۱۹۶۴ تا ۱۹۷۰، بازی قابل توجهی را از خود به نمایش گذاشت.

## کار در آمریکا
خدایی یک آکادمی تنیس در شهر ارواین، کالیفرنیا تأسیس کرده‌است و به پرورش افراد علاقه‌مند به این رشته می‌پردازد.